# 木次駅
木次駅（きすきえき）は、島根県雲南市木次町里方にある、西日本旅客鉄道（JR西日本）木次線の駅である。愛称は「八岐大蛇」（やまたのおろち）。
雲南市の代表駅。毎年春にトロッコ列車「奥出雲おろち号」の出発式が行われていた。

## 歴史
- 1916年（大正5年）10月11日：簸上鉄道の終着駅として開設[1]。
- 1932年（昭和7年）12月18日：鉄道省木次線出雲三成駅 - 当駅間開通、乗入開始。
- 1934年（昭和9年）
  - 8月1日：簸上鉄道が国有化[1]、木次線に編入。国鉄単独駅となる。
  - 8月15日：省営自動車里熊線（木次駅 - 三刀屋）運輸営業開始[4]
- 1982年（昭和57年）11月7日：貨物取扱廃止[1]。
- 1985年（昭和60年）3月14日：荷物扱い廃止[1]。
- 1987年（昭和62年）4月1日：国鉄分割民営化に伴い、JR西日本の駅となる[1]。
- 1991年（平成3年）3月17日：みどりの窓口営業開始[5]。
- 2023年（令和5年）
  - 3月10日：みどりの窓口営業終了[3]。
  - 3月11日：みどりの券売機プラス導入[3]。

## 駅構造
相対式ホーム2面2線を有する列車交換可能な地上駅。1番のりば側に駅舎があり、両方ホームは備後落合寄りにある構内踏切で連絡している。
木次線途中駅で唯一JR西日本が運営している直営駅で、みどりの券売機プラスが設置されている。駅構内には木次線を管轄する木次鉄道部事務所がある。

### のりば
のりばは駅舎側から以下の通り。
| のりば | 路線   | 方向 | 行先                   | 備考          |
| ------ | ------ | ---- | ---------------------- | ------------- |
| 1      | 木次線 | 上り | 宍道方面               | 一部2番のりば |
| 2      | 木次線 | 下り | 出雲横田・備後落合方面 |               |

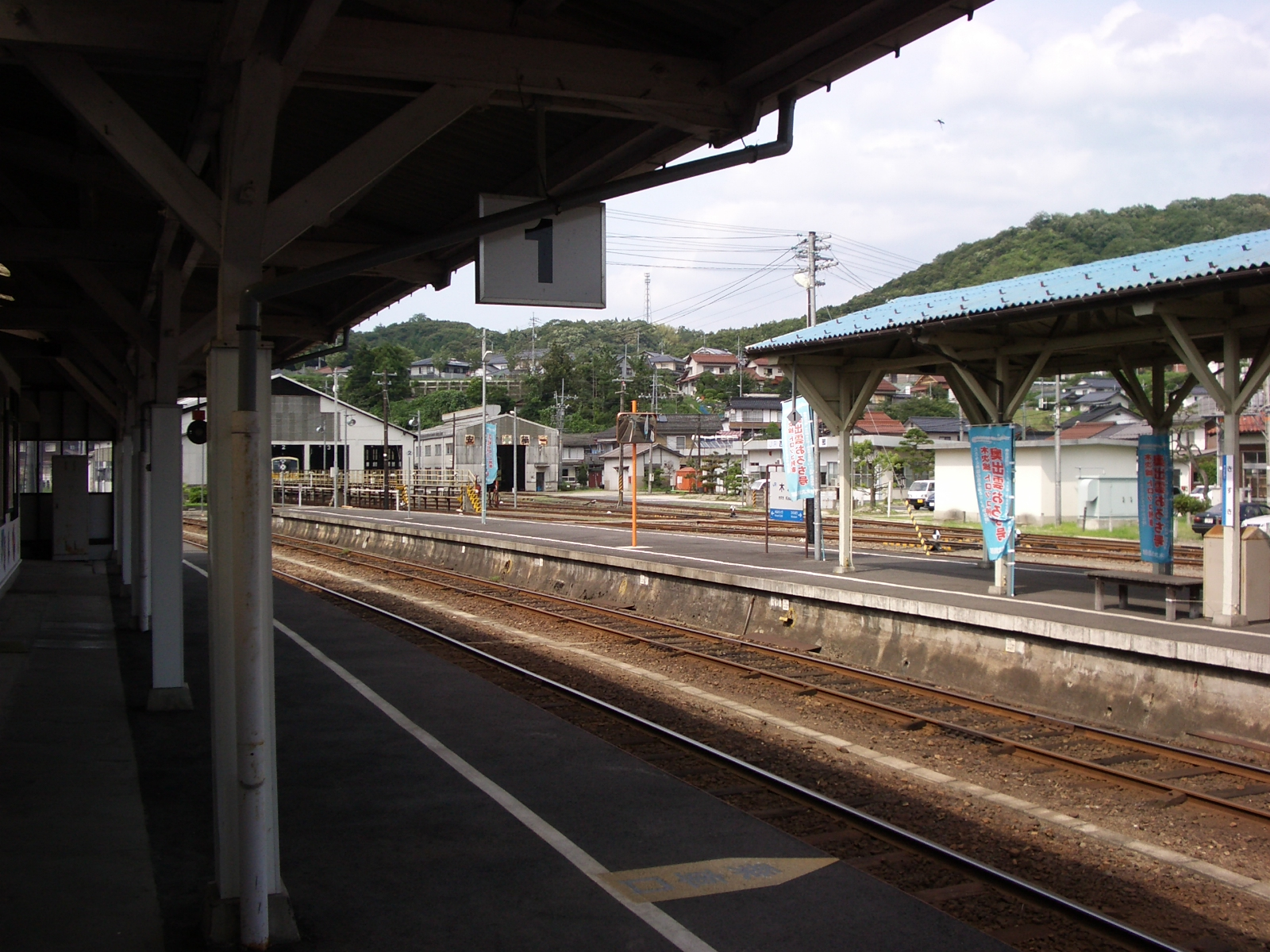
構内（2005年8月）
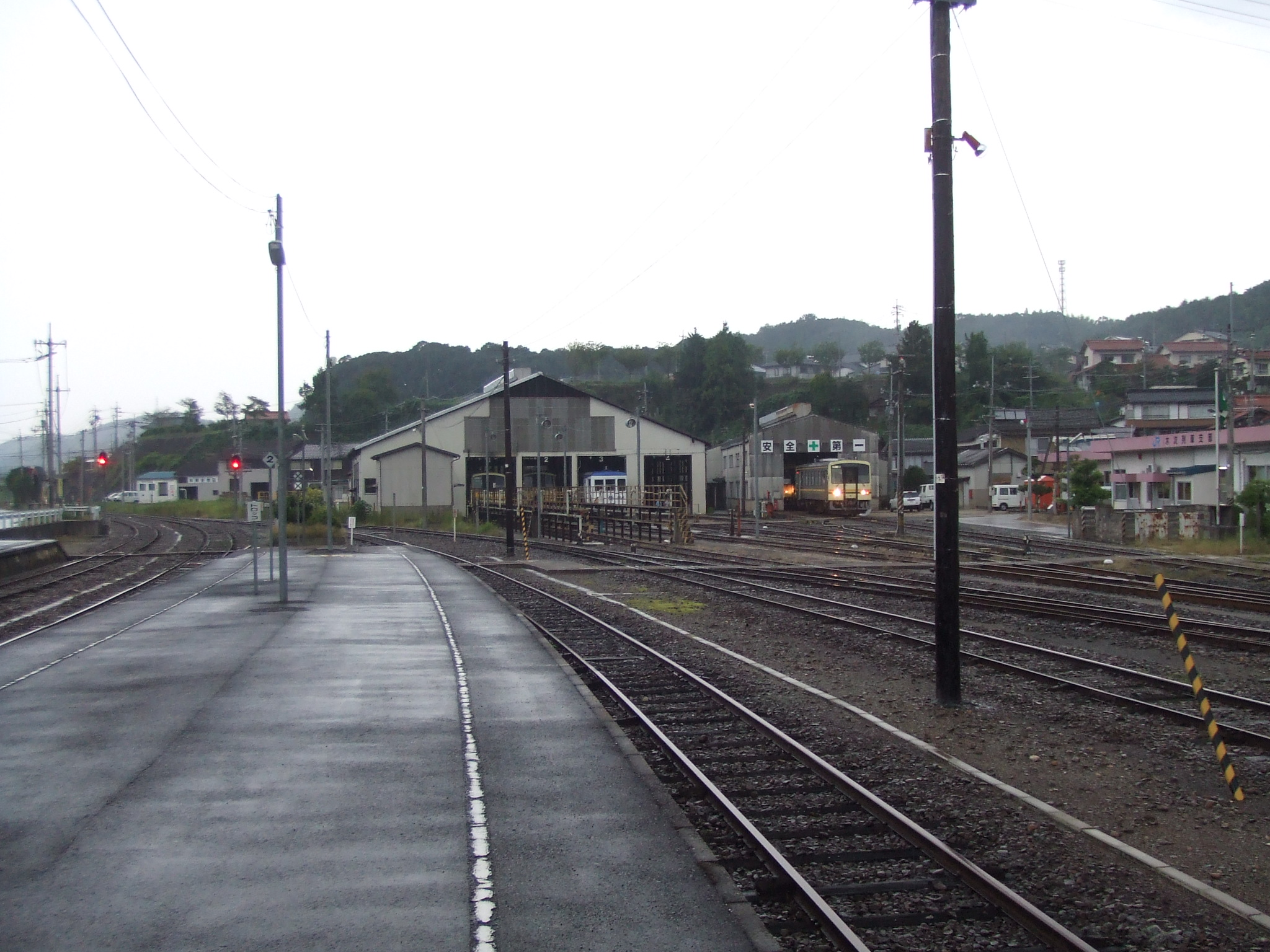
ホームから見た留置線の様子（2005年8月）

## 利用状況
近年の1日平均乗車人員の推移は以下の通り。なお、1994年度は225人、1984年度は323人だった。
| 乗車人員推移 | 乗車人員推移 |
| 年度         | 1日平均人数  |
| ------------ | ------------ |
| 1999         | 237          |
| 2000         | 252          |
| 2001         | 275          |
| 2002         | 227          |
| 2003         | 201          |
| 2004         | 188          |
| 2005         | 191          |
| 2006         | 180          |
| 2007         | 183          |
| 2008         | 182          |
| 2009         | 171          |
| 2010         | 171          |
| 2011         | 173          |
| 2012         | 172          |
| 2013         | 168          |
| 2014         | 149          |
| 2015         | 146          |
| 2016         | 145          |
| 2017         | 149          |
| 2018         | 150          |
| 2019         | 128          |
| 2020         | 95           |
| 2021         | 110          |
| 2022         | 121          |

## 駅周辺
- 木次郵便局
- 雲南市観光協会
- ショッピングセンターマルシェリーズ
- 斐伊川堤防桜並木

## 隣の駅
西日本旅客鉄道（JR西日本）
 木次線
- 観光列車「あめつち」停車駅

■普通
南大東駅 - 木次駅 - 日登駅

#### 統計資料
1. ↑  “島根県統計書”. しまね統計情報データベース.   島根県政策企画局. 2025年2月5日閲覧。